# Million Dollar: Business
,,Million Dollar: Business” (stylizowane na, MILLION DOLLAR: BUSINESS) – piąty album studyjny rosyjskiego rapera Morgenshterna, wydany 27 maja 2021 r. przez Atlantic Records Russia. Jest to kontynuacja poprzedniego krążka, Million Dollar: Happiness. 

## Odbiór
Album zdobył swój pierwszy milion odtworzeń na platformie VKontakte 26 minut po wydaniu. Dzień później liczba odtworzeń przekroczyła 16 milionów.

### Recenzje
Redaktor portalu The Flow, Andrei Nedashkovsky stwierdził, że nowe wydawnictwo jest poważniejszym dziełem niż poprzedni album:
Jeśli ostatni album był wydaniem dla żartu Alishera, to ten jest ''występem'' Morgensterna, twórcy hitów. Jest o wiele więcej piosenek, które mają szansę zaistnieć na listach przebojów, dowcipnych puent i żarłocznych haczyków. Mówiąc o tym artyście, lepiej powstrzymać się od takich stwierdzeń, ale po „Happiness” ten album sprawia wrażenie dzieła, nad którym raper się postarał.

## Lista utworów
Lista utworów.
1. Olala – 2:22
2. Aristocrat – 2:06
3. Hublot – 2:03
4. Nominalo – 2:11
5. GTA – 2:06
6. Skit ot @VsBattleVideo – 0:46
7. Papin tank – 2:06
8. Dinero – 2:37
9. Manija – 2:00
10. Ja na tablach – 2:25
11. Kogda nas otpustit – 2:49
12. Pull Up – 2:12
13. Ja kogda-nibud' ujdu – 2:40

## Pozycję na listach
| Lista (2021) | Pozycja |
| ------------ | ------- |
| Litwa        | 7       |

## Nominacje i nagrody
| Rok  | Platforma   | Nagroda                          | Pozycja | Przypis |
| ---- | ----------- | -------------------------------- | ------- | ------- |
| 2021 | Apple Music | 10 najlepszych albumów w Rosji   | 9       | [ 6 ]   |
| 2021 | VK          | Album roku                       | 1       | [ 7 ]   |
| 2021 | The Flow    | Top 50 albumów w 2021 r. w Rosji | 40      | [ 8 ]   |
| 2021 | Spotify     | Top 5 albumów w Rosji            | 2       | [ 9 ]   |